# Thousand Sunny

La Thousand Sunny al momento della presentazione alla ciurma di Cappello di paglia

La Thousand Sunny (サウザンドサニー号?, Sauzando Sanī-gō) è la seconda nave della ciurma di Cappello di paglia nel manga One Piece, scritto e illustrato da Eiichirō Oda, e nelle sue opere derivate.
È il principale mezzo di trasporto della ciurma e viene utilizzata da quando la Going Merry è divenuta inservibile. È un brigantino disegnato e costruito da Franky con l'aiuto dei migliori carpentieri di Water Seven: Iceburg, Pauly, Peepley Lulu e Tilestone. Costruita con il legno del leggendario Albero Adam, è una nave grande almeno il doppio della Going Merry e contiene tutte le cose richieste dalla ciurma. Appare per la prima volta nel capitolo 435 del manga e nell'episodio 321 dell'anime.

## Descrizione
La Thousand Sunny è un brigantino costruito con il legno del leggendario Adam l'Albero tesoro (宝樹アダム?, Hōju Adamu), una gigantesca pianta in grado di resistere a numerose guerre e conflitti, col cui legno è stata costruita anche la Oro Jackson dei pirati di Roger. Ha un giardino sul ponte, con tanto di scivolo e altalena, e una torre d'osservazione come coffa sull'albero di trinchetto. Ai due alberi sono attaccate grandi vele. La polena è in foggia di testa di leone con una criniera che assomiglia molto ai raggi solari o ai petali di un fiore. La bocca della polena può essere spalancata per usare il Cannone Gaon, per gli attacchi frontali. Facendo girare la criniera della polena ad alta velocità si può inoltre far andare la nave in retro marcia, grazie alla manovra chiamata Chicken Voyage (チキン・ボヤージ?, Chikin Boyāji). La ruota del timone della Thousand Sunny è situata sulla prua della nave. Su di essa vi è un dispositivo che controlla il Soldier Dock System: girando la manopola si può scegliere quale compartimento deve essere aperto sul fianco della nave; tirando poi la leva situata a destra della ruota del timone si apre il compartimento. Le ancore sono posizionate a destra e a sinistra della prua e somigliano alle zampe di un leone.
La Sunny è divisa in piani o livelli. Nel piano sotterraneo, nella poppa della nave, ci sono il laboratorio di Usop e la stanza di sviluppo armi di Franky. Al primo piano si trovano la stanza dei ragazzi, l'acquario e l'Energy Room. Nel secondo piano trovano posto la stanza delle ragazze, la cucina, la sala da pranzo, l'infermeria e la dispensa. La cucina è professionale e contiene molta attrezzatura. Include un forno gigante e un frigo con lucchetto a combinazione. La combinazione di quattro cifre, "7326", è conosciuta soltanto da Sanji, Nami, e Nico Robin. La sala da pranzo, di fianco alla cucina, è costituita da un unico grosso tavolo circondato da sedie. La nave è fornita anche di un'infermeria, alla quale si può accedere dalla sala da pranzo. All'estremità posteriore della nave si trova la libreria, una larga stanza circolare con scaffali pieni di libri. Al centro della stanza si trova la scrivania di Nami che contiene il diario di bordo e le mappe da lei disegnate. La libreria, a detta di Nami, è il "cervello della Sunny"
Sulla coffa dell'albero di osservazione inoltre trova posto la sala degli allenamenti di Zoro.
.

### Dispositivi

Il Soldier Dock System prima delle modifiche

La Thousand Sunny dispone di alcuni dispositivi supplementari, a volte richiesti dalla stessa ciurma, oppure aggiunti da Franky stesso. Il Soldier Dock System (ソルジャードックシステム?, Sorujā Dokku Shisutemu) è una piastra rotante suddivisa in sei compartimenti ognuno dei quali contiene un congegno speciale o un veicolo. È chiamato così perché i veicoli all'interno sono, come Franky li chiama, i soldati della Sunny. Si trova al livello sotterraneo della nave e tramite due portelli ai lati della nave permette di calare i veicoli direttamente in acqua. Esso contiene delle pale rotanti alimentate da cola; lo Shiro Mokuba I (シロモクバ1号?, Shiro Mokuba Ichi-Gō), il waver monoposto di Nami; la Mini Merry II (ミニメリー2号?, Mini Merī Ni-Gō), un vaporetto a quattro posti per lo shopping per il quale è stata riutilizzata la polena della Going Merry, il Submerge Shark III (シャークサブマージ3号?, Shāku Sabumāji San-Gō), anche Squalo sottomarino nell'edizione italiana dell'anime, un sottomarino da ricognizione a tre posti a forma di squalo che può scendere fino a 5000 metri di profondità; il Black Rhino FR-U IV (クロサイFR-U4号?, Kurosai FR-U IV), una motocicletta con le sembianze di un rinoceronte; e il Brachio Tank V (ブラキオタンク5号?, Burakio Tanku Go-Gō), un carro armato con le sembianze di un brachiosauro.
Il Coup de Burst (風来砲バースト?, Kū do Basuto) è una manovra usata da Franky per la prima volta quando la ciurma scappa dall'attacco del vice ammiraglio Monkey D. Garp. Franky usa l'energia prodotta da tre barili di cola nella Energy Room per sparare dal grosso cannone che sta sulla poppa della nave facendole fare un balzo in aria di oltre un chilometro. Dopo i due anni Franky ha aggiunto un piccolo Coup de Burst, utilizzato per la prima volta per scappare dai mostri marini durante la strada per andare alla isola degli uomini-pesce. Il Cannone Gaon (ガオン砲?, Gaon hō) è un potente cannone posto nella prua della nave. Per funzionare necessita di ben cinque barili di cola: due per il colpo e tre per il Coup de Burst, in modo da stabilizzare la nave tramite il rinculo. Dato il suo elevato costo, il cannone può essere usato solo in casi di estrema necessità. Viene usato per la prima volta da Usop e Franky durante lo scontro con i Tobiuo Riders, distruggendo anche gran parte della loro base.

## Storia
L'idea della Thousand Sunny era venuta in mente a Franky quando era giovane, ispirato dalla creazione del suo mentore Tom, la Oro Jackson. Franky sognava di costruire una nave che potesse navigare intorno al mondo. Questo sogno tuttavia si infranse quando Tom fu portato via e Franky accusò sé stesso per l'arresto del suo maestro, giurando che non avrebbe mai più costruito un'altra nave. Dopo gli eventi di Enies Lobby, il sogno di Franky si rivitalizzò ed egli decise di costruire una nuova nave per la ciurma di Cappello di paglia. Con il legno dell'Albero Adam, che aveva comprato con il denaro rubato alla stessa ciurma dalla Franky Family, e con l'aiuto di Yokozuna, Iceburg, Pauly, Peepley Lulu e Tilestone, Franky lavorò duramente per costruire la nuova nave. Dopo diverse notti di lavoro, Iceburg rivelò la nuova nave alla ciurma. Il nome della nave è stato suggerito da Iceburg in modo da descrivere una nave in grado di solcare migliaia di mari come il sole.
In seguito alla dispersione del gruppo operata da Orso Bartholomew durante lo scontro alle isole Sabaody, i Tobiuo Riders decidono spontaneamente di presidiare l'imbarcazione da furfanti o dalla Marina fino al ritorno della ciurma. Due anni dopo, i protagonisti ritornano alle isole Sabaody e scoprono che la Thousand Sunny è stata ripetutamente attaccata dalla Marina e, a difenderla, si sono posti, oltre che i Tobiuo Riders, anche Hacchan e Orso Bartholomew.

## Accoglienza
Per commemorare il decimo anniversario della serie, a Kamakura è stata creata una speciale casa sulla spiaggia somigliante alla Thousand Sunny. Una replica della nave lunga trenta metri e in grado di navigare è stata allestita nel 2011 nel parco a tema Huis ten Bosch a Sasebo in Giappone come parte di un più vasto allestimento in tema One Piece.